# La Luz FC
La Luz Fútbol Club – urugwajski klub piłkarski założony 19 kwietnia 1929, z siedzibą w mieście Montevideo

## Historia
Klub założony został 19 kwietnia 1929 i gra obecnie w drugiej lidze urugwajskiej Segunda división uruguaya.

## Osiągnięcia
- Wicemistrz drugiej ligi urugwajskiej (Segunda división uruguaya) (4): 1965, 1967, 1978, 1979